# 不機嫌な赤いバラ
『不機嫌な赤いバラ』（原題：Guarding Tess）は、1994年のアメリカ映画。

## 解説
元大統領の未亡人とその警護を担当する男が、反発しあいながらもやがて互いに心を開いてゆくまでを描くシュールコメディドラマ。

## ストーリー
シークレットサービスに勤務する青年ダグは、政府要人の警護を希望して上層部に配置転換を願い出るが却下されてしまう。
元大統領の未亡人であり、今は隠居生活を送るテスという女性が、ダグを直々に指名して身辺警護を希望しているというのだ。現大統領はテスに大恩があり、義理を立てたい大統領はその希望を無下には出来なかった。
しかし、退屈な隠居生活の世話係はダグにはまるで張り合いが感じられない。ダグはぶっきら棒な態度でテスに付き添い、テスもまたそんなダグの気持ちを見透かしたように八つ当たりを繰り返した。いがみ合いの日々が続く中、ダグはテスの深い寂しさや苦悩に満ちた半生を知るようになり、やがて二人は次第に心を開いてゆく・・・・

## キャスト
| 役名                           | 俳優                       | 日本語吹き替え |
| ------------------------------ | -------------------------- | -------------- |
| テス・カーライル               | シャーリー・マクレーン     | 藤波京子       |
| ダグ・チェズニック             | ニコラス・ケイジ           | 江原正士       |
| アール・ファウラー             | オースティン・ペンドルトン | 牛山茂         |
| バリー・カーライル             | エドワード・アルバート     | 金尾哲夫       |
| ハワード・シェイファー         | ジェームズ・レブホーン     | 池田勝         |
| フレデリック                   | リチャード・グリフィス     | 増岡弘         |
| リー・ダニエルソン             | デヴィッド・グラフ         | 稲葉実         |
| トム・ボーラー                 | ジョン・ローゼリアス       | 小島敏彦       |
| ジョー・スペクター             | ジェームズ・ラリー         | 真地勇志       |
| ボブ・ハッチャーソン           | ブラント・フォン・ホフマン | 小室正幸       |
| ケニー・ヤング                 | ハリー・J・レニックス      | 星野充昭       |
| ラルフ・ブオンクリスティアーニ | ドン・イェッソ             | 水野龍司       |
| ジミー                         | スティーブン・S・チェン    | 塚田正昭       |
| バーバラ                       | ケイティ・オヘア           | 藤生聖子       |
| チャールズ・アイヴィー         | デイル・ダイ               | 塚田正昭       |
| ニール・カルロ                 | ジェームズ・ハンディ       | 小山武宏       |
| 保安官                         | ノーブル・ウィリンガム     | 辻親八         |
| サインをねだる女性             | ビヴァリー・ブリガム       | 定岡小百合     |
| カルロの秘書                   | マギー・リントン           | 種田文子       |

- その他の声の出演：小野英昭、氷上恭子
- 日本語版制作スタッフ：演出：高橋剛、翻訳：九鮎子、調整：熊倉亨、プロデュース：吉岡美惠子、制作担当：神部宗之、菊地由香、日本語版制作：東北新社

## スタッフ
- 監督：ヒュー・ウィルソン
- 製作：ネッド・タネン、ナンシー・グレアム・タネン
- 脚本：ヒュー・ウィルソン、ピーター・トロクヴェイ
- 撮影：ブライアン・J・ライノルズ
- 音楽：マイケル・コンヴェルティーノ
- 美術：ピーター・S・ラーキン
- 編集：シド・レヴィン
- 衣装：アン・ロス、スー・ギャンディ
- 提供：シャネル・フィルムズ、トライスター映画

## 評価
レビュー・アグリゲーターのRotten Tomatoesでは34件のレビューで支持率は56%、平均点は5.70/10となった。Metacriticでは14件のレビューを基に加重平均値が46/100となった。